# All Out (2021)
All Out (2021) est un Pay-per-view de catch (lutte professionnelle) produit par la promotion américaine All Elite Wrestling. L'événement a eu lieu le 5 septembre 2021 à la Now Arena à Hoffman Estates (Illinois). Il s'agit de la 3e édition de All Out.

## Contexte
Les spectacles de la All Elite Wrestling (AEW) sont constitués de matchs aux résultats prédéterminés par les scénaristes de la compagnie. Ces rencontres sont justifiées par des storylines – une rivalité entre catcheurs, la plupart du temps – ou par des qualifications survenues dans les shows de la AEW. Tous les catcheurs possèdent un gimmick, c'est-à-dire qu'ils incarnent un personnage gentil (Face) ou méchant (Heel), qui évolue au fil des rencontres. Un événement comme All Out est donc un événement tournant pour les différentes storylines en cours.

## Tableau des matchs
| Ordre par numéros | Résultat | Stipulation(s)                                                                                         | Temps |
| --- | --- | --- | ----- |
| 1P | Best Friends (Chuck Taylor, Orange Cassidy et Wheeler Yuta) et Jurassic Express (Jungle Boy et Luchasaurus) (avec Marko Stunt) battent The HFO (Matt Hardy, Private Party (Isiah Kassidy et Marq Quen) et TH2 (Angélico et Jack Evans)) (avec The Blade) | 10-Man Tag Team match                                                                                  | 9:25  |
| 2 | Miro (c) bat Eddie Kingston | Match simple pour le AEW TNT Championship                                                              | 13:25 |
| 3 | Jon Moxley bat Satoshi Kojima | Match simple                                                                                           | 12:10 |
| 4 | Dr Britt Baker D.M.D (c) (avec Jamie Hayter et Rebel) bat Kris Statlander (avec Orange Cassidy) par soumission | Match simple pour le AEW Women's World Championship                                                    | 11:25 |
| 5 | The Lucha Brothers (Penta El Zero M et Rey Fénix) (avec Alex Abrahantes) battent The Young Bucks (Matt et Nick Jackson) (c) | Steel Cage match pour les AEW World Tag Team Championship                                              | 22:05 |
| 6 | Ruby Soho remporte la 21-Women Casino Battle Royal en éliminant en dernière Thunder Rosa | 21-Women Casino Battle Royal La gagnante aura droit à un match pour le AEW Women’s World Championship. | 22:00 |
| 7 | Chris Jericho bat MJF par soumission | Match simple Si Chris Jericho perd, il devra mettre un terme à sa carrière de catcheur.                | 21:15 |
| 8 | CM Punk bat Darby Allin (avec Sting) | Match simple                                                                                           | 16:40 |
| 9 | Paul Wight bat QT Marshall (avec Aaron Solo et Nick Comoroto) | Match simple                                                                                           | 3:10  |
| 10 | Kenny Omega (c) (avec Don Callis) bat Christian Cage | Match simple pour le AEW World Championship                                                            | 21:20 |
| La lettre C placée entre parenthèses désigne la personne ou l’équipe championne en titre. P – indique que le match a eu lieu lors du pré-show | | |       |

### Participantes et éliminations du 21-Woman Casino Bataille Royale
| Tirage      | Participante  | Ordre d'élimination | Éliminée par  | Éliminations |
| ----------- | ------------- | ------------------- | ------------- | ------------ |
| Trèfle (♣)  | Hikaru Shida  | 6                   | Nyla Rose     | 1            |
| Trèfle (♣)  | Skye Blue     | 1                   | Abadon        | 0            |
| Trèfle (♣)  | Emi Sakura    | 3                   | Anna Jay      | 0            |
| Trèfle (♣)  | The Bunny     | 11                  | The Bunny     | 1            |
| Trèfle (♣)  | Abadon        | 2                   | The Bunny     | 1            |
| Carreau (♦) | Anna Jay      | 12                  | Penelope Ford | 1            |
| Carreau (♦) | Kiera Hogan   | 4                   | Nyla Rose     | 0            |
| Carreau (♦) | KiLynn King   | 5                   | Nyla Rose     | 0            |
| Carreau (♦) | Diamante      | 8                   | Big Swole     | 0            |
| Carreau (♦) | Nyla Rose     | 19                  | Thunder Rosa  | 5            |
| Pique (♠)   | Thunder Rosa  | 20                  | Ruby Soho     | 1            |
| Pique (♠)   | Penelope Ford | 17                  | Tay Conti     | 0            |
| Pique (♠)   | Riho          | 7                   | Jamie Hayter  | 0*           |
| Pique (♠)   | Jamie Hayter  | 14                  | Jade Cargill  | 1*           |
| Pique (♠)   | Big Swole     | 9                   | Jamie Hayter  | 0            |
| Cœur (♥)    | Tay Conti     | 18                  | Nyla Rose     | 1            |
| Cœur (♥)    | Red Velvet    | 15                  | Jade Cargill  | 1            |
| Cœur (♥)    | Leyla Hirsch  | 13                  | Jade Cargill  | 0            |
| Cœur (♥)    | Jade Cargill  | 16                  | Nyla Rose     | 4            |
| Cœur (♥)    | Rebel         | 10                  | Jade Cargill  | 0            |
| Joker       | Ruby Soho     | ―                   | Vainqueur     | 1            |

* Le 24 novembre à Dynamite, il a finalement été découvert que Riho n'a pas été éliminée par Jamie Hayter durant la 21-Woman Casino Battle Royal, étant passée par-dessous la première corde, au lieu de par-dessus la troisième corde, selon les règles d'une bataille royale. Tony Schiavone a ensuite annoncé un match entre Dr Britt Baker DMD et la jeune japonaise à Rampage, et que si Riho gagne, elle aura droit à un match de championnat.

## Liens Externes
- Site officiel de la AEW